# Kloster Marienfeld (Österreich)

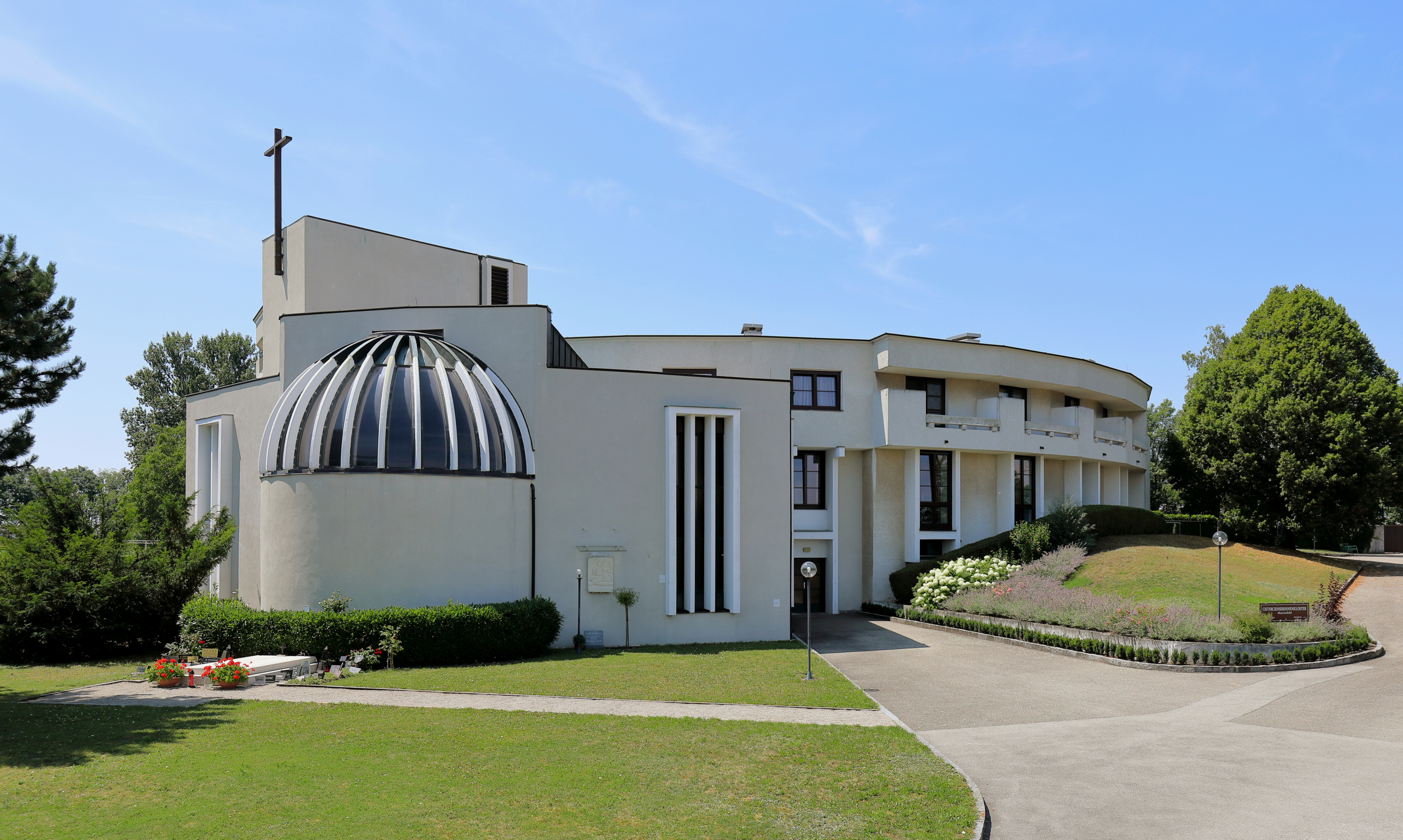
Kloster Marienfeld

Kloster Marienfeld (lat. Abbatia Sanctæ Mariæ in Campo) ist eine Zisterzienserinnen-Abtei der Mehrerauer Kongregation auf einer kleinen Anhöhe, rund einen Kilometer südwestlich des Dorfes Maria Roggendorf in der Marktgemeinde Wullersdorf in Niederösterreich.

## Geschichte

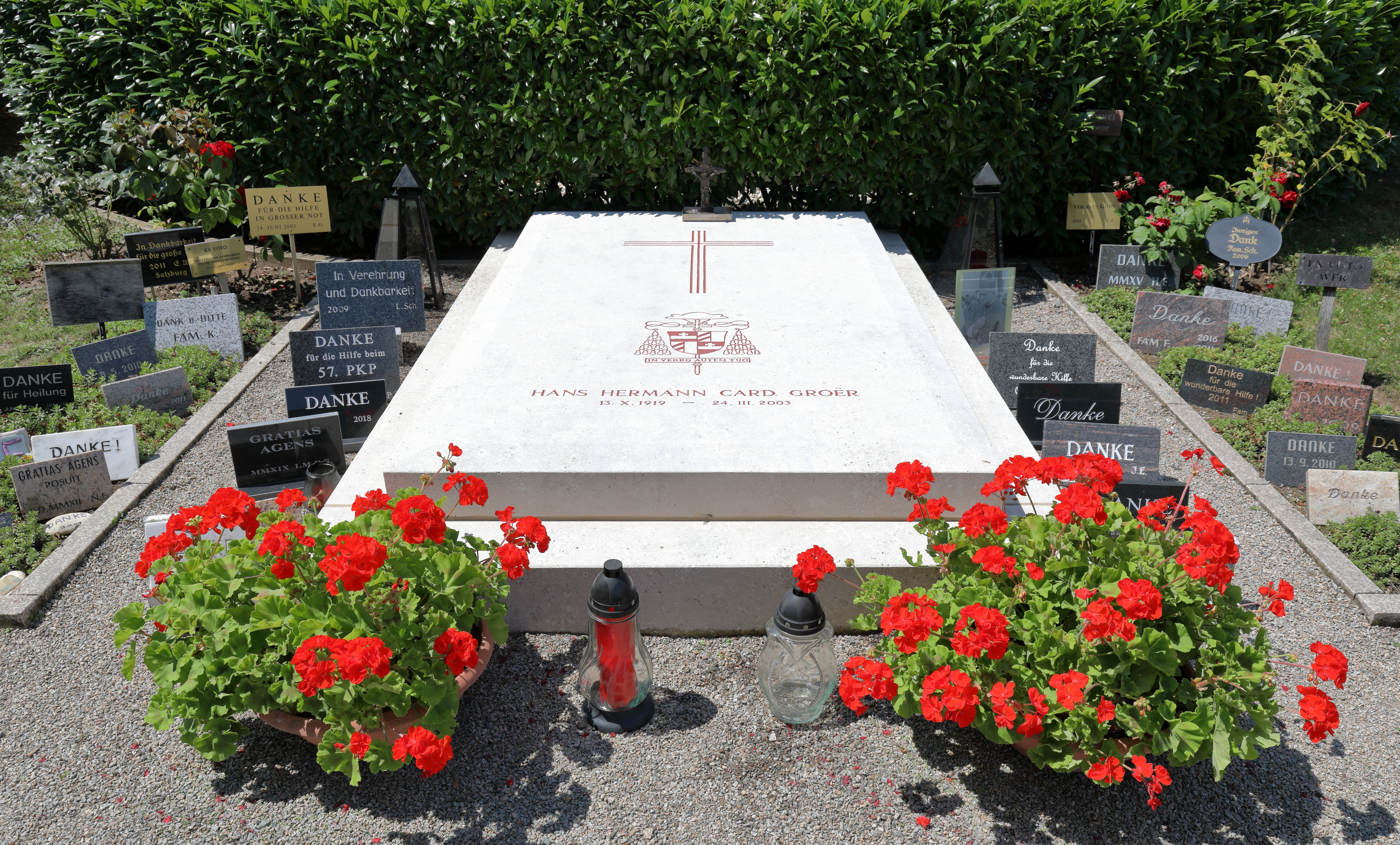
Grabstätte von Hans Hermann Kardinal Groër

Auf Initiative des damaligen Wallfahrtsdirektors von Maria Roggendorf und späteren Wiener Erzbischofs Hans Hermann Kardinal Groër OSB begann 1974 die Gründung des Klosters Marienfeld bei Hollabrunn mit Unterstützung der Abtei Mariastern-Gwiggen, die als Mutterkloster die ersten acht Schwestern nach Marienfeld entsandte. Am 12. Mai 1974 weihte der damalige Generalabt des Zisterzienserordens, Sighard Kleiner das Gründungskreuz, das am 28. Mai auf dem Bauplatz aufgerichtet wurde. Der Grundstein für den Klosterbau wurde am 7. September 1975 gelegt. Der damalige Wiener Erzbischof Franz Kardinal König weihte Kirche und Kloster am 14. November 1982 und die acht Gründungsschwestern aus Mariastern-Gwiggen begannen das klösterliche Leben in Marienfeld.
Im Zuge der Affäre Groer von 1995, trat der Erzbischof von seinem Amt zurück und zog sich zunächst nach Marienfeld zurück. Groer wurde der sexuelle Missbrauch ehemaliger Schüler vorgeworfen. Nach einem zwischenzeitlichen Amt als Prior ergaben sich neue Vorwürfe sexueller Übergriffe und Groer zog sich 1998 endgültig in das Kloster Marienfeld zurück. Vor dem Kloster befindet sich das Grab des 2003 verstorbenen Gründers.

## Architektur
Den Bauplatz, ein vier Hektar großes Areal, auf freiem Feld etwas südwestlich von Maria Roggendorf stellte das Stift Melk zur Verfügung. 1979 wurde es als Wind- und Sichtschutz mit einer Bodenschutzanlage umpflanzt. Der Klosterbau wurde von 1976 bis 1982 nach Plänen des Architekten Walter Hildebrand erbaut. Der Klosterbau umschließt ringförmig den Innenhof (Kreuzgarten) und hat westlich und östlich zwei Flügelbauten: Der östliche Flügelbau ist die Apsis der Klosterkirche. An der Westseite entstand in den Jahren 2001 bis 2002 ein dreiteiliger Anbau, in dem sich jetzt Refektorium, Bibliothek, Gemeinschaftsräume und Werkstätten befinden.

## Konvent
Marienfeld wurde 1982 als abhängiges Priorat der Abtei Mariastern-Gwiggen gegründet, ab 1991 konnte es als selbständiges Konventualpriorat eigenständig Novizinnen aufnehmen. Am 29. März 2000 wurde das Kloster zur Abtei erhoben. Die Gründungspriorin Benedikta Deninger wurde zur ersten Äbtissin gewählt und am 14. Mai 2000 benediziert. Am 21. Mai 2014 wurde Sr. Hedwig Pauer zur zweiten Äbtissin von Marienfeld gewählt. Die Abtei gehört wie das Mutterkloster zur Mehrerauer Kongregation des Zisterzienserordens. Die Haupterwerbsquelle der Schwestern ist die Paramentenwerkstätte. Daneben arbeiten die Schwestern in der Gästebetreuung, dem Gemüse- und Obstanbau, in der Kerzenwerkstätte und der Kirchenwäscherei für einige Pfarrgemeinden der Umgebung. Mittlerweile besteht der Konvent aus sechzehn Schwestern. Mit 8. Juni 2023 endete die Amtszeit von Äbtissin Pauer statutengemäß mit der Erreichung ihres 75. Lebensjahres. Bis zur Wahl ihrer Nachfolgerin leitet sie das Kloster als Administratorin. Am 14. Juli 2023 wählte der Konvent  Sr. Maria Immaculata Maierhofer zur Äbtissin. 

## Wappen
Das Wappen des Klosters Marienfeld ist: Geviert durch ein rotes Johanneskreuz; 1 in Grün ein goldener Stern (= Hinweis auf die Abtei Mariastern-Gwiggen); 2 und 3 vorne viermal schräglinks von Gold und Blau geteilt, hinten Silber ohne Bild (= Wappen des ausgestorbenen Adelsgeschlechtes der Ruckhendorffer, einstige Inhaber der Herrschaft Ruckhendorff als Bezug auf den Ort Maria Roggendorf); 4 in Grün eine goldene fünfblättrige Rose.

## Äbtissinnen
| Name                        | Amtszeit  | Zusatz                                              |
| --------------------------- | --------- | --------------------------------------------------- |
| Maria Benedikta Deninger    | 2000–2014 | Gründungsäbtissin; aus der Abtei Mariastern-Gwiggen |
| Maria Hedwig Pauer          | 2014–2023 | 2. Äbtissin                                         |
| Maria Immaculata Maierhofer | seit 2023 | 3. Äbtissin                                         |